# FIRA Women's European Trophy 2009
El FIRA Women's European Trophy (Trofeo Europeo de Rugby Femenino) del 2009 fue la decimocuarta edición del torneo femenino de rugby.
Las selecciones de Escocia y Suecia clasificaron a la Copa Mundial Femenina de Rugby de 2010.

## Desarrollo

### Grupo A
| Pos. | Equipo       | Encuentros | Encuentros | Encuentros | Encuentros | Tantos  | Tantos    | Tantos     | Puntos Totales |
| Pos. | Equipo       | jugados    | ganados    | empatados  | perdidos   | a favor | en contra | diferencia | Puntos Totales |
| ---- | ------------ | ---------- | ---------- | ---------- | ---------- | ------- | --------- | ---------- | -------------- |
| 1    | Escocia      | 3          | 3          | 0          | 0          | 193     | 18        | +175       | 9              |
| 2    | Países Bajos | 3          | 2          | 0          | 1          | 152     | 38        | +114       | 7              |
| 3    | Rusia        | 3          | 1          | 0          | 2          | 29      | 129       | +100       | 5              |
| 4    | Bélgica      | 3          | 0          | 0          | 3          | 11      | 200       | -189       | 3              |

#### Resultados
| 17 de mayo | Países Bajos | 100 - 0 | Bélgica |  |  |

| 17 de mayo | Escocia | 84 - 0 | Rusia |  |  |

| 20 de mayo | Países Bajos | 34 - 0 | Rusia |  |  |

| 20 de mayo | Escocia | 71 - 0 | Bélgica |  |  |

| 23 de mayo | Rusia | 29 - 11 | Bélgica |  |  |

| 23 de mayo | Escocia | 38 - 18 | Países Bajos |  |  |

### Grupo B
| Pos. | Equipo   | Encuentros | Encuentros | Encuentros | Encuentros | Tantos  | Tantos    | Tantos     | Puntos Totales |
| Pos. | Equipo   | jugados    | ganados    | empatados  | perdidos   | a favor | en contra | diferencia | Puntos Totales |
| ---- | -------- | ---------- | ---------- | ---------- | ---------- | ------- | --------- | ---------- | -------------- |
| 1    | Suecia   | 3          | 3          | 0          | 0          | 63      | 28        | +35        | 9              |
| 2    | España   | 3          | 2          | 0          | 1          | 92      | 18        | +74        | 7              |
| 3    | Italia   | 3          | 1          | 0          | 2          | 68      | 28        | +40        | 5              |
| 4    | Alemania | 3          | 0          | 0          | 3          | 8       | 157       | -149       | 3              |

#### Resultados
| 17 de mayo | España | 74 - 0 | Alemania |  |  |

| 17 de mayo | Suecia | 16 - 14 | Italia |  |  |

| 20 de mayo | Italia | 47 - 0 | Alemania |  |  |

| 20 de mayo | Suecia | 11 - 6 | España |  |  |

| 23 de mayo | España | 12 - 7 | Italia |  |  |

| 23 de mayo | Suecia | 36 - 8 | Alemania |  |  |